# Atentado de San Petersburgo de 2023
El atentado de San Petersburgo se desarrolló el 2 de abril de 2023, mediante la explosión de una bomba en el café Street Food Bar №1 en Universitetskaya Embankment en San Petersburgo, Rusia. El bloguero militar ruso Vladlen Tatarsky, de nombre real Maxim Fomin, murió como resultado del atentado y 42 personas resultaron heridas, 24 de las cuales fueron hospitalizadas, incluidas seis en estado crítico.
Rusia acusó a Ucrania de estar detrás del ataque y lo calificó de "acto terrorista", mientras que Ucrania culpó del ataque al "terrorismo interno". La organización antiputinista Ejército Nacional Republicano de Rusia también reivindicó el ataque.

## Contexto
En 2022, varios empresarios rusos fueron encontrados muertos en circunstancias misteriosas. Además, se acusó a Ucrania de estar detrás de los ataques contra figuras a favor de la guerra, como en el asesinato de Daria Dúguina.
Vladlen Tatarsky fue un influyente bloguero militar ruso con más de 560.000 seguidores en Telegram. Antes de su muerte, criticó la estrategia del gobierno en la invasión rusa de Ucrania, pero también fue un firme partidario de la invasión.
El café donde ocurrió la explosión pertenecía a Yevgueni Prigozhin. El club de debate Cyber Z Front se reunía allí los fines de semana.

## Explosión
Según varias fuentes, incluidas las autoridades rusas, una mujer le ofreció una estatuilla a Vladlen Tatarsky, que se cree que explotó posteriormente. Según los informes, el poder de los explosivos dentro de la estatuilla era de más de 200 g de equivalencia en TNT. La explosión provocó el derrumbe del frente del café. La policía fue llamada al lugar a las 18:13 hora local.

## Víctimas
Según el Ministerio de Salud, una persona (Tatarsky) murió. En la tarde del 2 de abril, el número de heridos ascendió a 42. Veinticuatro heridos fueron trasladados a instituciones médicas en San Petersburgo desde el café. El estado de seis heridos fue evaluado como grave.

## Sospechosos
Las agencias de aplicación de la ley rusas comenzaron a investigar el incidente poco después de que ocurriera.
Una residente de San Petersburgo, Darya Yevgenyevna Trepova (en ruso: Дарья Евгеньевна Трепова; nacida el 16 de febrero de 1997), fue considerada sospechosa por el Comité de Investigación. Los investigadores creían que ella trajo al café una caja con un busto de Tatarsky, en el que estaba montado un artefacto explosivo. Anteriormente había estado detenida durante 10 días, junto con su esposo, luego de asistir a una protesta contra la invasión de Ucrania por aparentemente ignorar las órdenes policiales de dispersarse. Los funcionarios rusos también afirmaron que ella era una "partidaria activa" del líder opositor encarcelado Alekséi Navalni.
Al día siguiente, en la mañana del 3 de abril, el Comité de Investigación anunció que había sido detenida luego de haber sido incluida en la lista de personas buscadas ese mismo día. El esposo de Trepova, Dmitry Rylov, dijo que fue detenida en el departamento de su amigo Dmitry Kasintsev, quien también fue detenido, según The Insider. Las autoridades rusas no confirmaron una segunda detención. Rylov, miembro de la oposición marginal Partido Libertario de Rusia, declaró que "ella nunca mataría" y que creía que estaba incriminada.
En un video publicado por el Ministerio del Interior, Trepova confesó haber traído la estatuilla, pero informes no confirmados de los medios rusos afirmaron que les había dicho a los investigadores que la habían tendido una trampa y que no sabía que la estatuilla contenía una bomba. En el video, ella parecía aceptar que llevó la estatuilla al café, pero no respondió al interrogatorio sobre el origen de la estatuilla.
Funcionarios rusos dijeron que no se descartaba la posibilidad de que Trepova fuera estafada.
Rusia acusó a Ucrania de organizar el ataque; el Comité Nacional Antiterrorista acusó a los servicios de inteligencia ucranianos y a los partidarios de Alekséi Navalni de estar detrás del ataque, del que se hizo eco el portavoz del Kremlin, Dmitri Peskov, quien lo calificó de "acto terrorista". El asesor presidencial ucraniano, Mykhailo Podolyak, culpó del ataque al "terrorismo interno" y a "una lucha política interna", mientras que los aliados de Navalni rechazaron la acusación y dijeron que era más probable que los propios servicios de inteligencia de Rusia estuvieran detrás del ataque.
Yevgueni Prigozhin, jefe del Grupo Wagner, rindió homenaje a Tatarsky en un video después del ataque. También dijo que no culparía al gobierno ucraniano por el ataque, sino que creía que había un grupo de radicales.
El 4 de abril, el Ejército Nacional Republicano de Rusia (NRA), que anteriormente afirmó estar detrás del asesinato de Daria Dúguina en agosto de 2022, se atribuyó la responsabilidad del ataque. La NRA no proporcionó ninguna prueba para su reclamo.

## Investigación y procedimientos judiciales
El Comité de Investigación de Rusia abrió una causa penal en virtud del artículo 105 del Código Penal de Rusia, que tipifica como delito los actos de asesinato. Al día siguiente, la Comisión Investigadora decidió cambiar el artículo al artículo 205, que tipifica como delito los actos de terrorismo.
El 4 de abril, Trepova fue acusada por el Comité de Investigación en virtud del código penal de un "acto terrorista cometido por un grupo organizado que resultó en la imposición deliberada de muerte a una persona" y el "transporte ilegal de artefactos explosivos cometido por un grupo organizado". El terrorismo puede conllevar cadena perpetua en Rusia, aunque esto no se aplica a las mujeres. En consecuencia, Trepova enfrenta hasta 20 años en una colonia penal si es declarada culpable. Ha estado en prisión preventiva hasta el 2 de junio.

## Secuelas
El presidente Vladímir Putin otorgó la Orden del Coraje a Tatarsky a título póstumo.